# Helmut Kickton
Helmut Kickton, född 28 juni 1956 i Köln, Nordrhein-Westfalen, Tyskland, är en tysk organist, kyrkomusiker och multiinstrumentalist (blockflöjt, fiol, cello, kontrabas, altfiol, trombon och gitarr).
Kickton studerade kyrkomusik i Düsseldorf (Robert-Schumann-Hochschule) och är kantor i Bad Kreuznach.

## Verk
- Fuge über zwei Kyriethemen für Sequenzer
- Diptychon über „Ave maris stella“ und „Erhalt uns Herr bei deinem Wort“
- Postludium
- Intrade für 6 Blechbläser über „Veni Creator Spiritus“

## Galleri

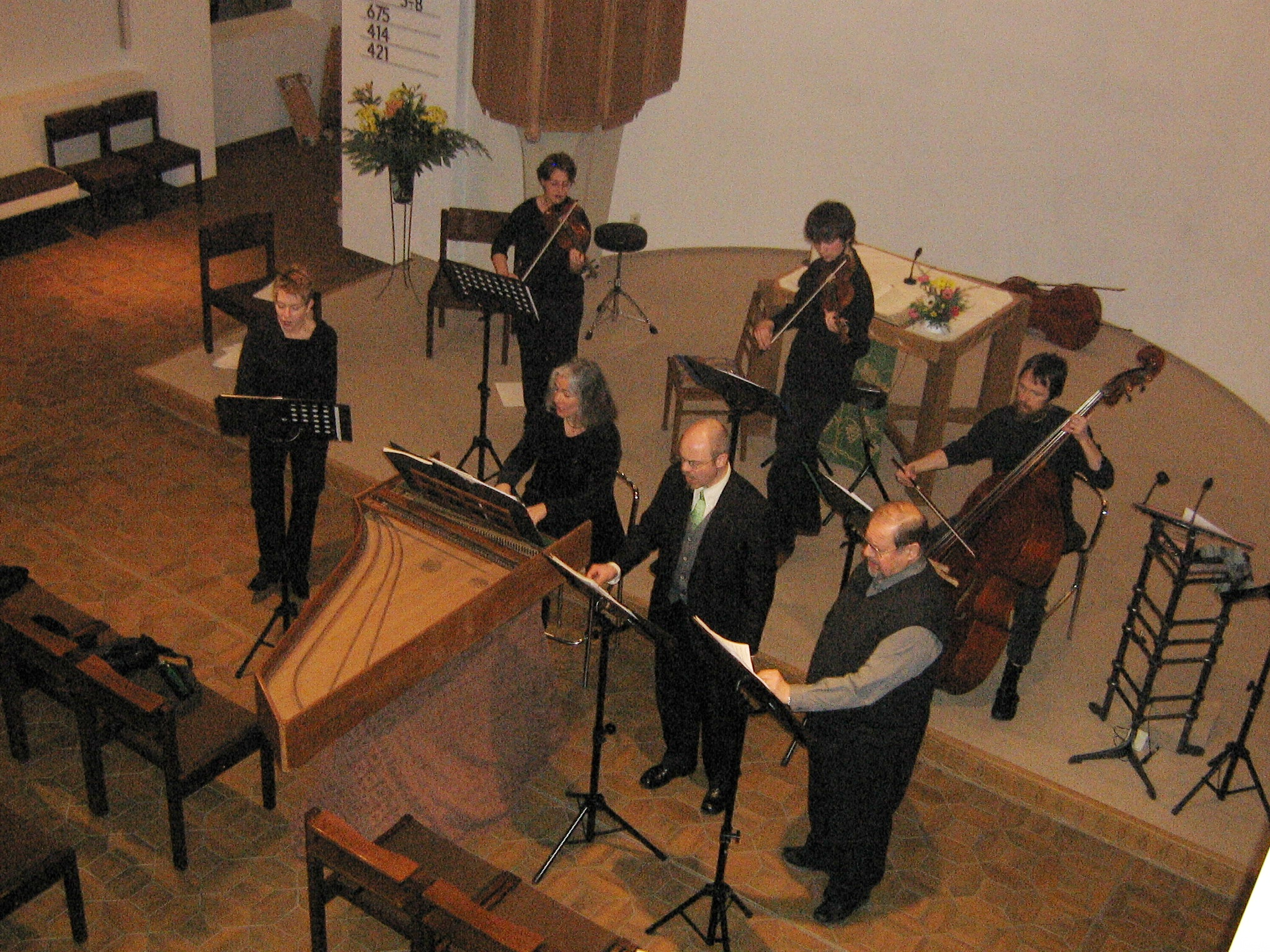
kreuznacher-diakonie-kantorei (Helmut Kickton kontrabas)
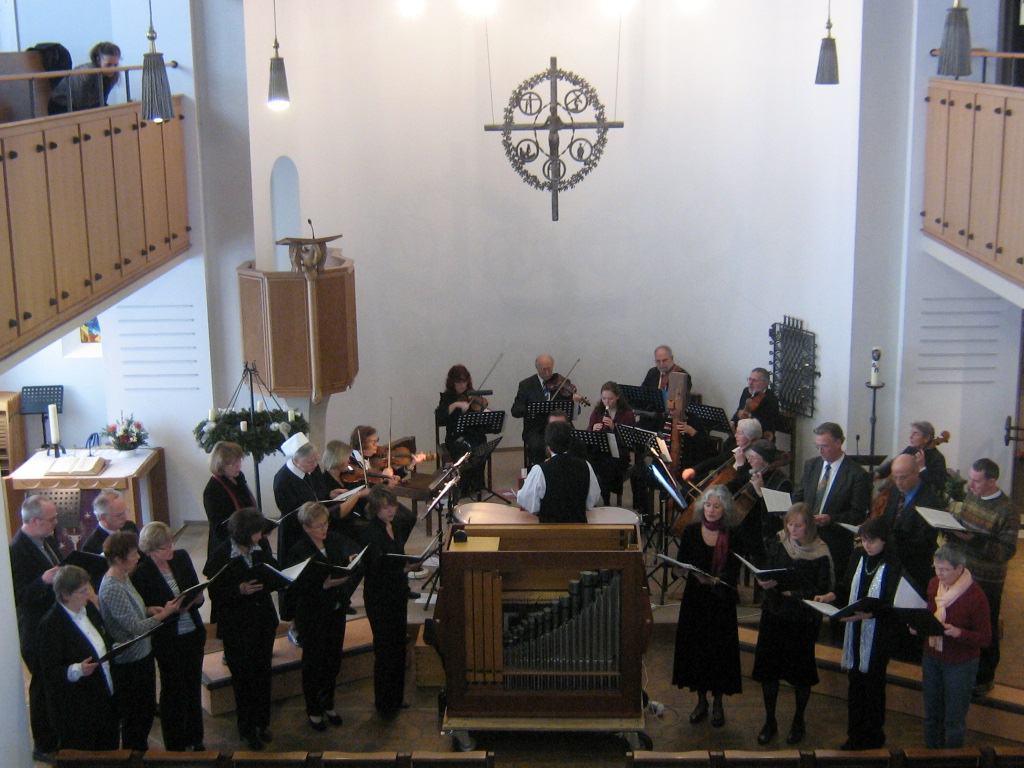
kreuznacher-diakonie-kantorei
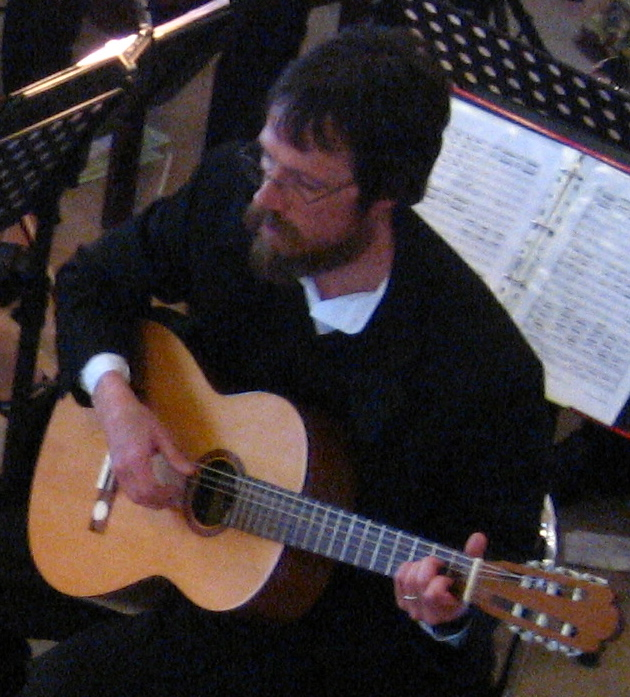
Basso continuo (gitarr)